# Марусине (станція)
Мару́сине — вантажно-пасажирська залізнична станція Луганської дирекції Донецької залізниці.
Розташована на півночі міста Хрустальний, Краснолуцька міська рада, Луганській області (місцевість Марусівка, кар'єр КЗСМ-6) на лінії Штерівка — Красний Луч між станціями Штерівка (7 км) та Красний Луч (6 км).

## Діяльність
На станції здійснюються прийом і видача вантажів, що допускаються до зберігання на відкритих майданчиках станцій, а також продаж пасажирських квитків, прийом і видача багажу.
Через військову агресію Росії на сході Україні транспортне сполучення припинене.